# Welcome to the Machine (álbum)
Welcome to the Machine  es el séptimo álbum de la banda suiza Monkey3, lanzado en el 2024.
Los temas de este trabajo están inspirados en películas de ciencia ficción como 2001: A Space Odyssey, The Matrix, Sunshine, Solaris o 1984.
El título del disco es una referencia a la canción del mismo nombre del grupo inglés de rock progresivo Pink Floyd.

## Lista de canciones
1. "Ignition" (10:38) 
2. "Collision" (6:03)
3. "Kali Yuga" (10:01)  
4. "Rackman" (7:13) 
5. "Collapse" (12:50) 

## Integrantes
- Walter - batería
- Jalil - bajo
- Boris - guitarra
- dB - teclados, sonidos, guitarra acústica